# کویون
شهر کویون (به فرانسوی: Cavaillon) در شهرستان وکلوز در ناحیه پروانس آلپ-کوت دازور با جمعیت ۲۵٬۸۱۹ نفر در کشور فرانسه واقع شده‌است